# Mörttjärnen (Filipstads socken, Värmland)
Mörttjärnen är en sjö i Filipstads kommun i Värmland och ingår i Göta älvs huvudavrinningsområde.